# Cardoso
Cardoso este un oraș în São Paulo (SP), Brazilia.